# 1962-es Eurovíziós Dalfesztivál
Az 1962-es Eurovíziós Dalfesztivál volt a hetedik Eurovíziós Dalfesztivál, melynek Luxemburg fővárosa, Luxembourg adott otthont. A helyszín a luxembourgi Villa Louvigny volt.

## A résztvevők
Ez volt az első alkalom, hogy egyetlen új résztvevő sem csatlakozott. Így csakúgy, mint egy évvel korábban, tizenhat dal vett részt a dalfesztiválon.
A monacói François Deguelt és a luxemburgi Camillo Felgen egyaránt másodszor vett részt a versenyen, míg a belga Fud Leclerc már negyedszer.

## A verseny
A verseny történetében ez az egyetlen alkalom, hogy vasárnap rendezték a versenyt.

## A szavazás
Ebben az évben megváltozott a szavazás menete. Az országok továbbra is 10-10 zsűritaggal rendelkeztek, és mindegyik zsűritag az általa legjobbnak ítélt három dalnak adott sorban 3, 2 és 1 pontot. Ezután összeadták a zsűritagok pontjait, és az összesített lista első három helyezettje kapott 3, 2 és 1 pontot. A szavazás a fellépéssel ellentétes sorrendben történt: Monaco volt az első szavazó, míg Finnország az utolsó. A szavazás során összesen három dal váltotta egymást az élen: az első zsűri pontjai után a házigazda Luxemburg állt az élre, majd az olasz pontok után három dal – a luxemburgi, a jugoszláv és a francia – holtversenyben állt az élen. Ezt követően azonban Franciaország az élre állt, és innentől kezdve végig vezetve végül fölényes győzelmet aratott. A győztes dal a finn, a dán és a holland zsűri kivételével mindenkitől kapott pontot, és összesen öt ország zsűrijétől gyűjtötte be a maximális három pontot.
Franciaország lett az első ország, melynek harmadszor is sikerült győznie, pontosan kétszer annyi pontot szerezve, mint a második helyezett Monaco. A házigazda Luxemburg végzett a harmadik helyen. Ez volt az első alkalom, hogy három azonos nyelvű dal végzett az első három helyen. Az, hogy három francia nyelvű dal zárt az élen később még egyszer, 1986-ban történt meg.
Először fordult elő, hogy egy dal pont nélkül maradt, és rögtön négy ilyen volt: Ausztria, Belgium, Spanyolország és Hollandia dala sem kapott pontot a szavazás során, ráadásul az első három egymást követte a fellépési sorrendben.

## Eredmények
| #  | Ország             | Nyelv       | Előadó           | Dal                     | Magyar fordítás                | Helyezés | Pontszám |
| -- | ------------------ | ----------- | ---------------- | ----------------------- | ------------------------------ | -------- | -------- |
| 01 | Finnország         | finn        | Marion Rung      | Tipi-tii                | Csip-csip                      | 7.       | 4        |
| 02 | Belgium            | francia     | Fud Leclerc      | Ton nom                 | A neved                        | 13.      | 0        |
| 03 | Spanyolország      | spanyol     | Victor Balaguer  | Llámame                 | Hívj fel                       | 13.      | 0        |
| 04 | Ausztria           | német       | Eleonore Schwarz | Nur in der Wiener Luft  | Csak a bécsi levegőben         | 13.      | 0        |
| 05 | Dánia              | dán         | Ellen Winther    | Vuggevise               | Altatódal                      | 10.      | 2        |
| 06 | Svédország         | svéd        | Inger Berggren   | Sol och vår             | Nap és tavasz                  | 7.       | 4        |
| 07 | Németország        | német       | Conny Froboess   | Zwei kleine Italiener   | Két kis olasz                  | 6.       | 9        |
| 08 | Hollandia          | holland     | De Spelbrekers   | Katinka                 | —                              | 13.      | 0        |
| 09 | Franciaország      | francia     | Isabelle Aubret  | Un premier amour        | Egy első szerelem              | 1.       | 26       |
| 10 | Norvégia           | norvég      | Inger Jacobsen   | Kom sol, kom regn       | Jöjj nap, jöjj eső             | 10.      | 2        |
| 11 | Svájc              | francia     | Jean Philippe    | Le retour               | A visszatérés                  | 10.      | 2        |
| 12 | Jugoszlávia        | szerbhorvát | Lola Novaković   | Ne pali svetlo u sumrak | Ne kapcsolj lámpát alkonyatkor | 4.       | 10       |
| 13 | Egyesült Királyság | angol       | Ronnie Carroll   | Ring-A-Ding Girl        | Csodálatos lány                | 4.       | 10       |
| 14 | Luxemburg          | francia     | Camillo Felgen   | Petit bonhomme          | Kissrác                        | 3.       | 11       |
| 15 | Olaszország        | olasz       | Claudio Villa    | Addio, addio            | Viszlát, viszlát               | 9.       | 3        |
| 16 | Monaco             | francia     | François Deguelt | Dis rien                | Ne szólj                       | 2.       | 13       |

## Ponttáblázat
|                    | Zsűrik     | Zsűrik  | Zsűrik        | Zsűrik   | Zsűrik | Zsűrik     | Zsűrik      | Zsűrik    | Zsűrik        | Zsűrik   | Zsűrik | Zsűrik      | Zsűrik             | Zsűrik    | Zsűrik      | Zsűrik | Zsűrik |
| Össz               | Finnország | Belgium | Spanyolország | Ausztria | Dánia  | Svédország | Németország | Hollandia | Franciaország | Norvégia | Svájc  | Jugoszlávia | Egyesült Királyság | Luxemburg | Olaszország | Monaco |        |
| ------------------ | ---------- | ------- | ------------- | -------- | ------ | ---------- | ----------- | --------- | ------------- | -------- | ------ | ----------- | ------------------ | --------- | ----------- | ------ | ------ |
| Finnország         | 4          |         |               |          |        |            |             |           |               |          | 1      |             |                    | 3         |             |        |        |
| Belgium            | 0          |         |               |          |        |            |             |           |               |          |        |             |                    |           |             |        |        |
| Spanyolország      | 0          |         |               |          |        |            |             |           |               |          |        |             |                    |           |             |        |        |
| Ausztria           | 0          |         |               |          |        |            |             |           |               |          |        |             |                    |           |             |        |        |
| Dánia              | 2          |         |               |          |        |            | 1           |           |               |          |        |             |                    |           |             | 1      |        |
| Svédország         | 4          |         |               |          |        | 3          |             |           | 1             |          |        |             |                    |           |             |        |        |
| Németország        | 9          | 2       |               |          |        | 1          |             |           | 2             |          |        |             |                    | 2         |             |        | 2      |
| Hollandia          | 0          |         |               |          |        |            |             |           |               |          |        |             |                    |           |             |        |        |
| Franciaország      | 26         |         | 2             | 2        | 2      |            | 3           | 3         |               |          | 3      | 3           | 3                  | 1         | 1           | 2      | 1      |
| Norvégia           | 2          |         |               |          |        |            |             |           |               | 2        |        |             |                    |           |             |        |        |
| Svájc              | 2          |         |               |          |        |            |             | 2         |               |          |        |             |                    |           |             |        |        |
| Jugoszlávia        | 10         | 1       | 1             |          |        |            | 2           |           |               | 3        |        |             |                    |           |             | 3      |        |
| Egyesült Királyság | 10         | 3       |               | 1        |        | 2          |             |           |               |          |        | 2           | 2                  |           |             |        |        |
| Luxemburg          | 11         |         | 3             | 3        | 1      |            |             |           |               |          |        | 1           |                    |           |             |        | 3      |
| Olaszország        | 3          |         |               |          |        |            |             |           |               |          |        |             | 1                  |           | 2           |        |        |
| Monaco             | 13         |         |               |          | 3      |            |             | 1         | 3             | 1        | 2      |             |                    |           | 3           |        |        |

A szavazás a fellépési sorrenddel ellentétesen történt.

## Térkép

Részt vevő országok

## Visszatérő előadók
| Előadó           | Ország    | Előző év(ek)                   |
| ---------------- | --------- | ------------------------------ |
| Fud Leclerc      | Belgium   | 1956, 1958, 1960               |
| Jean Philippe    | Svájc     | 1959 (Franciaország színeiben) |
| Camillo Felgen   | Luxemburg | 1960                           |
| François Deguelt | Monaco    | 1960                           |

## A szavazás és a nemzetközi közvetítések

### Pontbejelentők
| 1. Monaco – ismeretlen 2. Olaszország – Enzo Tortora 3. Luxemburg – ismeretlen 4. Egyesült Királyság – Alex Macintosh 5. Jugoszlávia – Mladen Delić 6. Svájc – Alexandre Burger 7. Norvégia – Kari Borg Mannsåker 8. Franciaország – ismeretlen | 1. Hollandia – Ger Lugtenburg 2. Németország – ismeretlen 3. Svédország – Tage Danielsson 4. Dánia – Claus Toksvig 5. Ausztria – ismeretlen 6. Spanyolország – Diego Ramírez Pastor 7. Belgium – Arlette Vincent 8. Finnország – Poppe Berg |

### Kommentátorok
| Ausztria           | Emil Kollpacher            | ORF                            |
| Belgium            | Nicole Védrès (franciául)  | RTB                            |
| Belgium            | Willem Duys (hollandul)    | BRT                            |
| Dánia              | N/A                        | DR TV                          |
| Egyesült Királyság | David Jacobs (televízió)   | BBC TV                         |
| Egyesült Királyság | Peter Haigh (rádió)        | BBC Light Programme            |
| Finnország         | Aarno Walli                | Suomen Televisio               |
| Franciaország      | Pierre Tchernia            | RTF                            |
| Hollandia          | Willem Duys                | NTS                            |
| Jugoszlávia        | Ljubomir Vukadinović       | Televizija Beograd             |
| Jugoszlávia        | Gordana Bonetti            | Televizija Zagreb              |
| Jugoszlávia        | Tomaž Terček               | Televizija Ljubljana           |
| Luxemburg          | Jacques Navadic            | Télé-Luxembourg                |
| Monaco             | Pierre Tchernia            | Télé Monte-Carlo               |
| Németország        | Ruth Kappelsberger         | Deutsches Fernsehen            |
| Norvégia           | Odd Grythe                 | NRK, NRK P1                    |
| Olaszország        | Renato Tagliani            | Programma Nazionale            |
| Spanyolország      | Federico Gallo             | TVE                            |
| Svájc              | Theodor Haller (németül)   | TV DRS                         |
| Svájc              | Georges Hardy (franciául)  | TSR                            |
| Svájc              | Giovanni Bertini (olaszul) | TSI                            |
| Svédország         | Jan Gabrielsson            | Sveriges TV, Sveriges Radio P1 |